# Petalodes petalus
Petalodes petalus är en stekelart som först beskrevs av Chen och He 1997.  Petalodes petalus ingår i släktet Petalodes och familjen bracksteklar. Inga underarter finns listade i Catalogue of Life.